# Rejon majkopski
Rejon majkopski (ros. Майкопский район, Majkopskij rajon, adyg. Мыекъуапэ район, Myekuapè rajon) – jeden z 7 rejonów w Republice Adygei.
Rejon jest podzielony na 10 osiedli (w nawiasie podano ośrodek administracyjny):
- 2 osiedla miejskie:
  - Kamiennomostskoje gorodskoje posielenije (Kamiennomostskij)
  - Tulskoje gorodskoje posielenije (Tulskij)
- 8 osiedli wiejskich:
  - Abadziechskoje sielskoje posielenije (Abadziechskaja)
  - Dachowskoje sielskoje posielenije (Dachowskaja)
  - Kirowskoje sielskoje posielenije (Siewiero-Wostocznyje Sady)
  - Krasnooktiabr´skoje sielskoje posielenije (Krasnooktiabr´skij)
  - Krasnoulskoje sielskoje posielenije (Krasnaja Ulka)
  - Kużorskoje sielskoje posielenije (Kużorskaja)
  - Pobiedienskoje sielskoje posielenije (Sowchoznyj)
  - Timiriaziewskoje sielskoje posielenije (Timiriaziewa)